# ドルベアの法則

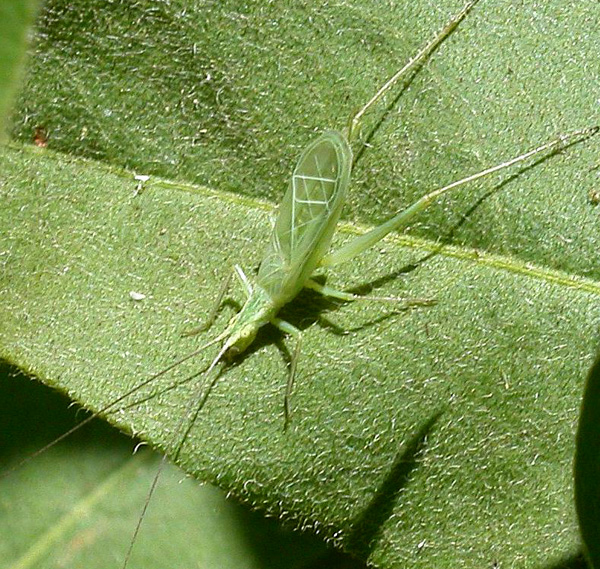
The tree cricket Oecanthus fultoni

ドルベアの法則は、コオロギの鳴き声と気温の関係を示す。
エイマス・ドルベア(Amos Dolbear)によって公式化され、1897年に"The Cricket as a Thermometer"(「温度計としてのコオロギ」)という記事で発表された。
鳴き声と温度の関係に関する研究は、マーガレット・W・ブルックスによる1881年の論文が先行していたが、それが注目されるようになったのはドルベアの発表よりも後だった。
ドルベアは、観察したコオロギの種類を特定しなかったが、後の研究者はそれをsnowy tree cricket(カンタンの一種、学名:「Oecanthus niveus」)であると仮定した。

より一般的なコオロギでは鳴き声と温度の間にそこまでの信頼できる相関関係はなく、鳴き声の速度は、年齢や交尾の成功などの他の要因によって異なる。
ただし、たいていの場合、普通のコオロギにとってもドルベアの公式は十分な近似式である。

ドルベアはコオロギが1分間に鳴いた数:N60から華氏温度:TFを推定する方法を次の公式で示した。
{\displaystyle T_{F}=50+\left({\frac {N_{60}-40}{4}}\right).}
この式はコオロギの鳴き声に適用した場合、ある程度正確である。

簡易式では15秒({\displaystyle N_{15}})の鳴き声を数える:
{\displaystyle \,T_{F}=40+N_{15}}
公式を摂氏温度(°C)用に変換した式が以下である:
{\displaystyle T_{C}=10+\left({\frac {N_{60}-40}{7}}\right).}
簡易式の場合は、8秒({\displaystyle N_{8}})の鳴き声を数えて5を加える（5〜30°Cにおいてこの式はかなり正確である）:
{\displaystyle \,T_{C}=5+N_{8}}
なお、上記の公式では覚えやすいように整数が使われているが正確ではない。

## 大衆文化
この公式は、アメリカのテレビコメディ「ビッグバン★セオリー/ギークなボクらの恋愛法則」のエピソード(シーズン3 エピソード2 "The Jiminy Conjecture"(ジミニー予想)）で言及された。
（シェルドンはエイモス・ドルベアをエミール・ドルベアと呼び、出版年は1890年にされた）
また、英国のコメディショーQIの2つのエピソード("Highs and Lows"(最高と最低), "Jungles"(ジャングル))でも参照された。